# Frechinia laetalis
Frechinia laetalis là một loài bướm đêm trong họ Crambidae.